# 工作特徵模型
工作特徵模型（英語：Job characteristics model），又称五因子工作特征理论，是美国哈佛大学教授理查德·哈克曼和伊利诺依大学教授格雷格·奥尔德汉姆提出的理论。他们认为好的工作应该具有五种核心的特征，
1. 技能多樣性（skill variety）-指工作需要不同活動的程度，使的員工必須運用許多的技術和才能。
2. 工作完整性（task identity）-指工作需要自成一個整體，且可辨認出工作成果的程度。
3. 工作意義感（task significance）-指工作對其他的生活或工作會帶來實質影響的程度。
4. 工作自主性（autonomy）-指工作對員工的工程排程和執行程序的決定方面，給予實質的自由度、獨立性、以及空間。
5. 訊息回饋（feedback）-指員工可以直接清楚獲得其工作活動績效的程度。

列出五種主要的工作特徵，彼此相互關係，以及其對於員工的生產力、工作動機和工作滿足所產生之影響。
他们设计的动机与五因子的关系方程为：
| Score = {\displaystyle \left({\frac {(V+I+S)*A*F}{3}}\right)} |